# Mariene ecoregio Baffinbaai-Straat Davis
De Mariene ecoregio Baffinbaai-Straat Davis (7) (Engels: Baffin Bay–Davis Strait marine ecoregion) is een biogeografische regio en ligt in de Noordelijke IJszee in het Marien rijk Arctica. De mariene ecoregio is vastgesteld door het World Wide Fund for Nature en The Nature Conservancy en is vernoemd naar de Baffinbaai en Straat Davis.
In het noorden grenst het gebied aan de mariene ecoregio Hoge Arctische Archipel (10), in het noordoosten aan de mariene ecoregio Noordelijk Groenland (1), in het oosten aan de mariene ecoregio Westelijk Groenlands Plat (4), in het zuiden aan de mariene ecoregio Noordelijk Labrador (6) en in het westen aan de mariene ecoregio Lancasterzeestraat (9).

## Geografie
De mariene ecoregio ligt in de Noordelijke IJszee voor de noordoostkust van Canada in het territorium Nunavut. Het gebied ligt voor de oostkust van de Canadese Arctische Eilanden, ten zuidoosten van Ellesmere-eiland, ten oosten van Devoneiland en ten noordoosten van Baffineiland, in de Baffinbaai tot aan de Straat Davis.
Door het gebied stroomt de Baffineilandstroom.

## Biogeografie
Het gebied kent zeeleven dat houdt van arctische temperaturen.